# Infinite Jest
Infinite Jest はアメリカの作家デヴィッド・フォスター・ウォレスによる小説。1996年発行。タイム誌によって「1923年から2005年までに出版された英語小説のベスト100」に選ばれた。この本はポストモダン文学の一例である。
100万部以上売れた。